# David Gistau
David Gistau Retes (Madrid, 19 de junio de 1970-ibidem, 9 de febrero de 2020) fue un periodista, guionista de televisión y novelista español.

## Biografía
Su padre, natural de Gijón, fue abogado del diario Pueblo. Su hermana Isabel Ana Gistau Retes es la VII vizcondesa de Rostrollano. Cursó bachillerato en el colegio Saint-Exupéry de Madrid (colegio de enseñanza francesa y posteriormente integrado en el Liceo francés), y estudió Periodismo, sin llegar a licenciarse, en la Universidad Complutense de Madrid. Tuvo tres hijos y una hija.
Fue corresponsal, entre otros lugares, en Afganistán a principios de los 2000, y en Sudáfrica para cubrir el Mundial de Fútbol de 2010. Trabajó en los diarios españoles La Razón (1997-2004), El Mundo (2005-2013 y abril de 2018-noviembre de 2019), en el que fue introducido por Francisco Umbral, y ABC (junio de 2013-abril de 2018).
El contenido de sus columnas solía ser político, de signo liberal, aunque también tocaba muchos otros temas, con un estilo humorístico, polémico, provocador y desacomplejado.
Fue también tertuliano de las emisoras Onda Cero (en los programas Más de uno y La brújula); esRadio en la tertulia Fútbol esRadio; y COPE, en cuyo programa Herrera en COPE trabajaba en el momento de su fallecimiento.
El 29 de noviembre de 2019 fue ingresado en la UCI del hospital Clínico de San Carlos de Madrid tras sufrir un desvanecimiento después de haber estado entrenando en un gimnasio de boxeo, aunque ese día sin intercambio de golpes. Se le intervino quirúrgicamente al serle detectado un hematoma subdural en el cerebro. Dos meses más tarde, el 9 de febrero de 2020, se comunicó la noticia de su fallecimiento a causa de dicha lesión cerebral.

## Premio David Gistau de Periodismo
El Premio David Gistau de Periodismo, dotado con 10.000 €, fue creado por Vocento y Unidad Editorial.
En su primera edición lo ganó Alberto Olmos por su artículo «Cosas que los pobres deberían saber: instrucciones para cuando lo pierdas todo», publicado en El Confidencial. 
Su segunda edición la ganó Diego Garrocho por su artículo «Carta a un joven postmoderno», publicado en El Español.
Su tercera edición la ganó Juan Claudio de Ramón por su artículo «¿Soy feminista?», publicado en El Mundo.

## Libros
- A que no hay huevos (2004), Editorial: Temas cinco, 168 páginas, sobre unos corresponsales en el Afganistán de los primeros años del siglo XXI.[17]
- La España de Zetapé (2005), Editorial: LibrosLibres, 249 páginas, 98 artículos publicados en el diario La Razón.[18]
- ¿Qué nos estás haciendo, ZP? (2007), Editorial: Martínez Roca, 320 páginas, sobre la primera legislatura de gobierno de José Luis Rodríguez Zapatero.[19]
- Ruido de fondo (2008), Editorial: Ediciones B, 208 páginas, novela que arranca en un ambiente de hinchas del fútbol.[20]
- Golpes bajos (2017), Editorial: La Esfera de los Libros, 288 páginas, novela sobre boxeo ambientada en España.[21]
- Gente que se fue (2019), Editorial: Círculo de Tiza, 150 páginas, relatos.[22]
- El penúltimo negroni (2021), Editorial: Debate, 336 páginas, artículos y columnas.